# Аббинокмой
Аббинокмой (аббатство Нокмой; англ. Abbeyknockmoy; ирл. Mainistir Chnoc Muaidhe, Манистир-Хнок-Муайе, букв. Аббатство холма Муай) — деревня и община в Ирландии, находится в графстве Голуэй (провинция Коннахт).
Это место знаменито близлежащими руинами Нокмойского аббатства, основанного в 1190 году королями Коннахта. Аббатство было местом погребения короля Коннахта Катала Кробдерга. В нём хорошо сохранились средневековые фрески и скульптуры. Некогда деревня была частью Согайнского королевства (Soghain) в Коннахте.
В монастыре расположились цистерцианские монахи из аббатства Бойле и сам король в конце жизни стал монахом, умер в 1224 году и был погребён на территории монастыря.